# Colegiul Național „Vasile Alecsandri” din Bacău
Colegiul Național „Vasile Alecsandri” este un liceu din municipiul Bacău.
La origine, această instituție de învățământ a fost "Liceul de Fete", iar actuala clădire a fost ridicată prin sârguința lui Mircea Cancicov.
În 1921 a fost înființată Școala Secundară de Fete, devenită în 1936 Liceul de Fete. În anul 1935 a fost ridicată prima aripa a liceului, pe actuala locație, și anume cea de est, iar în 1938 a fost terminat edificiul din strada Vasile Alecsandri nr. 37. În 1940 a devenit Liceul Teoretic de Fete, în 1954 Liceul Mixt nr 2, în 1969 Liceul Teoretic "Vasile Alecsandri", în 1977 Liceul de Științe ale Naturii "Vasile Alecsandri", în 1990 Liceul Teoretic "Vasile Alescandri" iar, în final, în 2001 Colegiul Național „Vasile Alecsandri”.
În 1968 a fost ridicată o sală de sport în incinta liceului.